# وترولو
شهر وترولو (به فرانسوی: وترولو) در شهرستان نور (فرانسه) در ناحیه شمال کاله با جمعیت ۴۲٬۸۵۲ نفر در کشور فرانسه واقع شده‌است